# Robin Weigert
Robin Weigert (Washington D.C., 7 juli 1969) is een Amerikaanse actrice.

## Biografie
Weigert werd geboren in Washington D.C. met een Joodse opvoeding. Zij heeft gestudeerd aan de Brandeis-universiteit in Waltham (Massachusetts), hierna verdiende zij een master of fine arts aan de Tisch School of the Arts (een onderdeel van New York University). Zij verhuisde van New York naar Los Angeles om daar zich te gaan richten op haar acteercarrière.

## Filmografie

### Films
Uitgezonderd korte films.
- 2022: Smile, als dr. Madeline Northcott
- 2019: Bombshell, als Nancy Smith
- 2019: Deadwood: The Movie, als Calamity Jane
- 2018: Cold Brook, als Mary Ann
- 2017: New Money, als Rose Tisdale
- 2019: Please Stand By, als agente Doyle
- 2016: Pushing Dead, als Paula
- 2015: Take Me to the River, als Cindy
- 2015: Mississippi Grind, als Dorothy
- 2014: Pawn Sacrifice, als Regina Fischer
- 2013: Gods Behaving Badly, als Vicky de boom
- 2013: Concussion, als Abby
- 2012: The Sessions, als Susan
- 2009: The Undying, als Barbara Haughton
- 2009 Cayman Went, als Rachel Walsh
- 2009: My One and Only, als Hope
- 2009: The Private Lives of Pippa Lee, als tante Trish
- 2008: Winged Creatures, als Lydia Jasperson
- 2008: Synechdoche, New York, als volwassen Olive
- 2008: Reservations, als Kate
- 2007: Things We Lost in the Fire, als Brenda
- 2006: The Good German, als Hannelore
- 2005: Loggerheads, als Rachel
- 2002: Two Weeks Notice, als ??
- 2001: The Sleepy Time Gal, als ziekenhuismedewerkster
- 2000: Mary and Rhoda, als gastvrouw
- 1999: Heart to Heart.com, als Whitney
- 1998: Twelfth Night, or What You Will, als ??

### Televisieseries
Uitgezonderd eenmalige gastrollen.
- 2024: Tracker, als Teddi Bruin - 13 afl.
- 2021: American Horror Story: Double Feature, als Martha Edwards - 2 afl.
- 2019: Castle Rock, als Chrysida Wilkes - 3 afl.
- 2017-2019: Big Little Lies, als dr. Amanda Reisman - 9 afl.
- 2018-2019: Berlin Station, als Jamie Hudson - 3 afl.
- 2018: Dietland, als Verena Baptist - 10 afl.
- 2017: Fearless, als Heather Myles - 6 afl.
- 2016: American Horror Story: Roanoke, als mama Polk - 2 afl.
- 2016:  Robots in Disguise, als Scatterspike (stem) - 2 afl.
- 2016: Damien, als zuster Greta Fraueva - 6 afl.
- 2015: Jessica Jones, als Wendy Ross-Hogarth - 7 afl.
- 2014: Chicago P.D., als handelaar van Voight - 5 afl.
- 2010-2013: Sons of Anarchy, als Ally Lowen – 15 afl.
- 2012: Chasing the Hill, als Kristina Ryan – 2 afl.
- 2010: Hawthorne, als Sara Adams – 4 afl.
- 2009: Private Practice, als Amelia Sawyer – 2 afl.
- 2007-2008: Life, als luitenant Karen Davis – 11 afl.
- 2004-2006: Deadwood, als Calamity Jane – 36 afl.
- 2004-2005: Cold Case, als Anna Mayes – 4 afl.

- Gemeinsame Normdatei: 1080996699
- International Standard Name Identifier: 0000 0000 4803 0971
- Library of Congress Control Number: no2007113253
- Système universitaire de documentation: 233028099
- Virtual International Authority File: 9633355
- WorldCat: E39PBJqFTFDcYRBWhVQc3Pk4bd